# Buckingham Palace
Buckingham Palace er den britiske monarks officielle London-residens, men Kong Charles III's bopæl i London er Clarence House. Oprindeligt hed slottet Buckingham House og blev bygget i 1703 til John Sheffield, hertug af Buckingham. I 1762 købte kong George III slottet af sir Charles Sheffield. I 1837 blev slottet kongelig residens og har siden været igennem en større ombygning og istandsættelse. 
En statue af dronning Victoria står foran hovedindgangen. Vejen, som fører til slottet, er kendt som The Mall. Bagved slottet ligger Buckingham Palace Gardens og Royal Mews. Vagtskiftet ved slottet er en stor turistattraktion. Åbningen af dele af slottet for offentligheden var en revolutionerende ændring, da den blev påbegyndt i 1990'erne. 
I 2016 besluttede regeringen at igangsætte en gennemgribende renovering af slottet, som forventes afsluttet i 2027. Budgettet hertil er på 370 mio GBP. 